# Бобрич-Хильберсдорф
Бобрич-Хильберсдорф (нем. Bobritzsch-Hilbersdorf) — община в Германии, в земле Саксония, входит в район Средняя Саксония.
Население составляет 5893 человек (на 31 декабря 2013 года). Занимает площадь 55,12 км².

## История
Община была образована 1 января 2012 года, путём слияния коммун Хильберсдорф и Бобрич. После проведённых реформ, входившие в их состав населённые пункты, стали частью новой коммуны, а именно:
- Наундорф[нем.];
- Нидербобрич[нем.];
- Обербобрич[нем.];
- Сора[нем.].
- Хильберсдорф.

## Население
| Год  | Численность | Численность |
| ---- | ----------- | ----------- |
| 2017 | 5732        | [ 1 ]       |
| 2019 | 5737        | [ 5 ]       |
| 2021 | 5650        | [ 6 ]       |
| 2022 | 5695        | [ 7 ]       |
| 2023 | 5659        | [ 2 ]       |

## Галерея

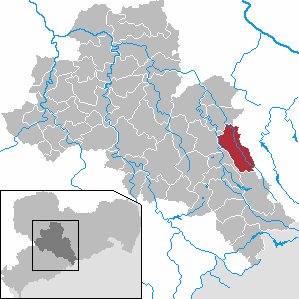
Бобрич-Хильберсдорф на карте района
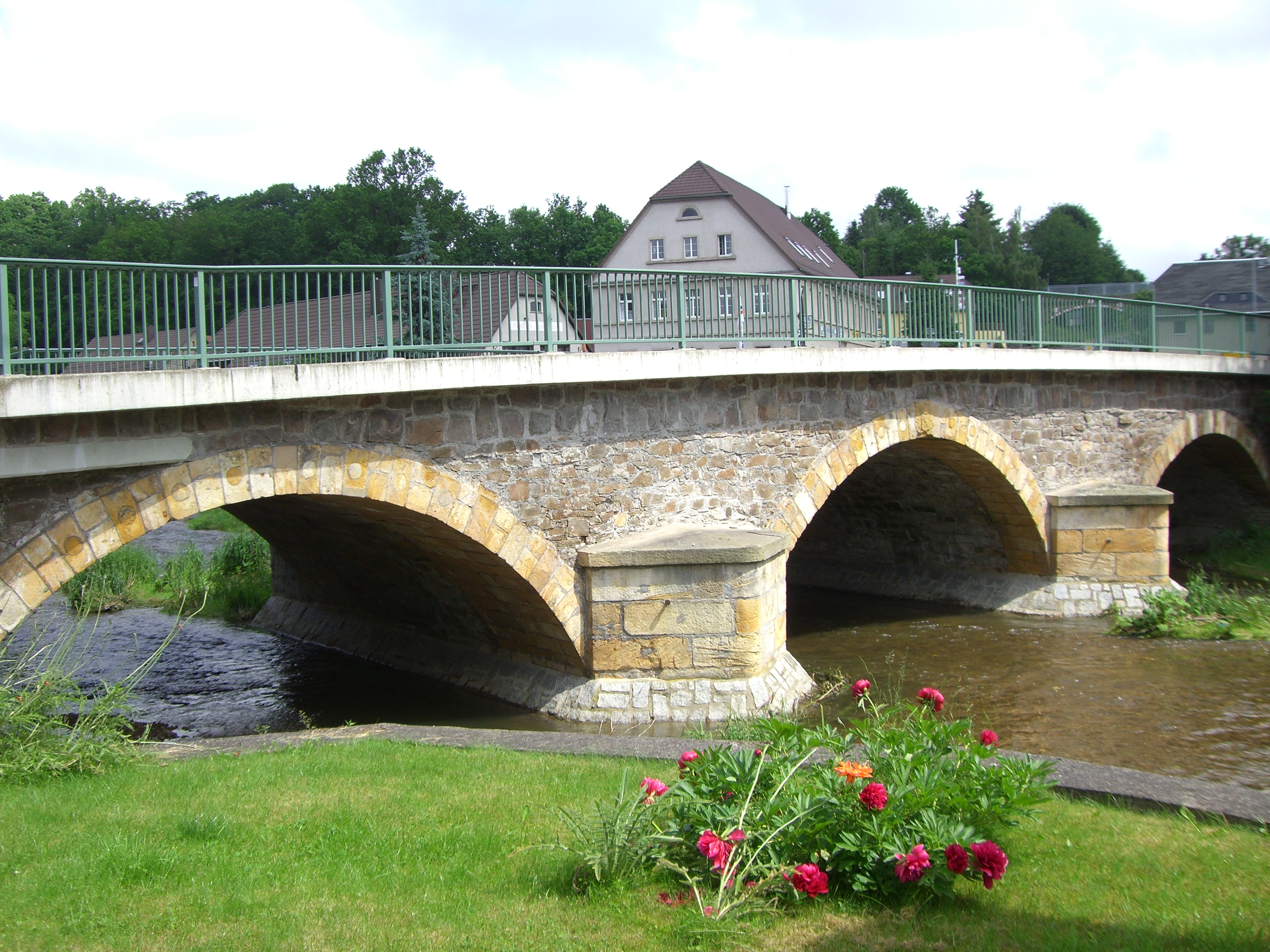
Мост в Наундорфе через реку Бобрич